# Dejar el mundo atrás (novela)
Dejar el mundo atrás es una novela de 2020 de Rumaan Alam, publicada por Ecco Press.
En 2023, fue adaptada en la película homónima para Netflix, protagonizada por Julia Roberts, Ethan Hawke, Mahershala Ali y Myha'la Herrold. 

## Trama
Una familia formada por los padres Amanda y Clay y sus hijos Archie y Rose conducen hasta una zona remota de Long Island, donde han alquilado una casa cara para pasar las vacaciones. Una noche, un hombre y su esposa, George y Ruth, llegan inesperadamente al lugar. Afirman ser los dueños de la propiedad y explican su presencia debido a un apagón en la ciudad, ofreciendo un reembolso parcial a cambio de poder permanecer en la residencia. Si bien Amanda recibe noticias de un apagón en la costa este de Estados Unidos, siente desconfianza con respecto a George y Ruth. Los incómodos prejuicios raciales que acechan bajo la agradable fachada blanca y liberal de los invitados salen a la superficie. Clay insiste en dejar que George y Ruth se queden. Los servicios de teléfono, televisión e Internet de la casa no funcionan.
Al día siguiente, hace más calor de lo habitual y Rose ve docenas de ciervos fuera de la casa, y luego muchos más. Clay quiere conducir hasta la ciudad para informarse sobre la situación, pero se pierde en el camino, ya que no funciona el sistema de navegación. Se encuentra con una mujer angustiada que sólo habla español. Ella dice algo sobre "eléctrico", "teléfono" y "ciervo", que Clay no comprende. Abrumado por la situación, la deja en el camino sin ayudarla. Rose y Archie deciden explorar el bosque circundante, lo que provoca que una garrapata muerda a Archie.
Rose, Archie y Clay regresan a la casa después de escuchar fuertes ruidos que rompen las puertas de vidrio. Clay dice que no vio a nadie durante el viaje. Los adultos se preparan para un largo apagón, llenando la bañera con agua y revisando las reservas de comida. Archie enferma de fiebre y sus padres deciden llevarlo al médico al día siguiente. Por la noche llegan a la piscina muchos flamencos. Se escuchan ruidos fuertes  y murciélagos caen al suelo.
Al día siguiente, a Archie se le han caído varios dientes y vomita sangre, mientras que Rose ha desaparecido. Clay admite haberse perdido en su viaje anterior, por lo que George se ofrece a mostrarle  cómo llevar a Archie al hospital. Durante el viaje, Clay le admite a George que conoció y abandonó a la mujer de habla hispana a pesar de que ella necesitaba ayuda. George sospecha que la mujer era su doncella, Rosa. Clay y George visitan al contratista de George, Danny, quien los trata con frialdad. Danny analiza la migración masiva de ciervos como un mal presagio y se niega a ayudarlos. Danny recomienda que el trío regrese a la casa de George, a lo que acceden.
En otras partes del mundo, han muerto personas tras el corte del suministro eléctrico, ha habido inundaciones, se han instituido estados de emergencia, y el presidente de los Estados Unidos se ha escondido en un búnker. Amanda y Ruth buscan a Rose pero no la encuentran. Rose va a una casa deshabitada en busca de suministros. 

## Recepción

### Crítica
Según el agregador de reseñas literarias Book Marks, la novela recibió críticas en su mayoría favorables. 
Escribiendo para The New Yorker, Hillary Kelly elogió la novela como "fascinante". 
Lila Shapiro destacó en Vulture el análisis social presentado en la novela: "Como muchos blancos que viven en Brooklyn, Clay y Amanda se imaginan más iluminados de lo que son. En el supermercado, Amanda compra filtros de café hechos con papel reciclado (y docenas de otros artículos que Alam describe con precisión antropológica), pero le cuesta aceptar el hecho de que una familia negra posea una casa que ella y su esposo no podríanr pagar." 
Porter Shreve, Washington Post, elogió el libro: "un auténtico thriller, una brillante destilación de nuestra angustiosa época y una obra de gran mérito literario que merece un lugar entre los clásicos de la literatura distópica." 
Alex Preston, The Guardian, destacó el elemento apocalíptico en la obra: "La novela de Alam es simplemente impresionante, llena de momentos de reconocimiento exquisito, tan aterradora y profética como The Road de Cormac McCarthy [...] Dejar el mundo atrás fue escrito antes de la crisis del coronavirus y, sin embargo, aprovecha brillantemente el sentimiento de pánico generalizado que se ha adherido al virus y parece mezclar temores sobre el clima, la desigualdad, el racismo y nuestra excesiva dependencia de la tecnología. A medida que el lector avanza por el libro, interviene una nueva voz, un narrador omnisciente que comienza a permitirnos un acceso gradual a los aterradores acontecimientos que tienen lugar en todo Estados Unidos..  
Ruth Franklin, The New York Review of Books, considera la obra "un extraño híbrido de suspense y sátira social  [...] Dejar el mundo atrás no es un libro sobre un desastre global, es un libro sobre el racismo o, más precisamente, los derechos de los blancos... Como novelista, Alam controla la narrativa, es su prerrogativa destacar la ignorancia y los derechos de los blancos. Al mismo tiempo, los personajes cargados de estereotipos se combinan con la falta de desarrollo de la trama para darle a este libro la sensación de una pieza fija en lugar de una obra de ficción completamente realizada [...] Cuando un escritor parece estar más interesado en describir la superficialidad que en sumergirse en el caos de las emociones humanas, el resultado puede ser una ficción que gira en torno a cuestiones sociales urgentes sin examinarlas realmente.." 

### Honores
Fue finalista del Premio Nacional del Libro de Ficción 2020 y Emily Temple de Literary Hub evaluó que se incluyó en veinte listas de fin de año con las mejores novelas de 2020. 

## Adaptación cinematográfica
La novela fue adaptada a una película de 2023 por Netflix.  En la película, el personaje de Ruth pasa a ser la hija de George, en lugar de su esposa, y el final fue modificado. 